# Zweden op het Eurovisiesongfestival 2004
Zweden nam deel aan het Eurovisiesongfestival 2004 in Istanboel, Turkije. Het was de 44ste deelname van het land op het Eurovisiesongfestival. De selectie verliep via het jaarlijkse Melodifestivalen, waarvan de finale plaatsvond op 20 maart 2004. SVT was verantwoordelijk voor de Zweedse bijdrage voor de editie van 2004.

## Selectieprocedure
Melodifestivalen 2004 was de drieënveertigste editie van de liedjeswedstrijd die de Zweedse deelnemer voor het Eurovisiesongfestival oplevert.

### Eerste halve finale
| Nr. | Artiest          | Liedje                     | Stemmen | Stemmen | Plaats |
| Nr. | Artiest          | Liedje                     | Ronde 1 | Ronde 2 | Plaats |
| --- | ---------------- | -------------------------- | ------- | ------- | ------ |
| 1   | Nina & Kim       | En gång för alla           | 19 272  | N/A     | 7      |
| 2   | Jocke Bergström  | Still Believe              | 14 737  | N/A     | 8      |
| 3   | Sarek            | Älvorna                    | 35 660  | 48 368  | 4      |
| 4   | Karl Martindahl  | Love Turns Water Into Wine | 38 123  | 52 923  | 3      |
| 5   | LaGaylia Frazier | It's In The Stars          | 25 237  | 32 690  | 5      |
| 6   | Sara Löfgren     | Som stormen                | 51 674  | 69 791  | 2      |
| 7   | Niklas Andersson | Tro på mig                 | 24 476  | N/A     | 6      |
| 8   | Petra Nielsen    | Tango! Tango!              | 80 558  | 95 030  | 1      |

### Tweede halve finale
| Nr. | Artiest         | Liedje                          | Stemmen | Stemmen | Plaats |
| Nr. | Artiest         | Liedje                          | Ronde 1 | Ronde 2 | Plaats |
| --- | --------------- | ------------------------------- | ------- | ------- | ------ |
| 1   | Fredrik Kempe   | Finally                         | 28 371  | 45 741  | 3      |
| 2   | Baccara         | Soy to venus                    | 10 609  | N/A     | 7      |
| 3   | Fame            | Vindarna vänder oss             | 72 185  | 82 434  | 2      |
| 4   | Jennifer Eskola | You Are The Sunshine Of My Life | 3 828   | N/A     | 8      |
| 5   | Pay TV          | Trendy Discoteque               | 17 657  | N/A     | 6      |
| 6   | Anne-Lie Rydé   | Säg att du har ångrat dig       | 30 376  | 34 838  | 4      |
| 7   | LaRoxx          | (Are U) Ready Or Not            | 19 075  | 24 392  | 5      |
| 8   | E-Type          | Paradise                        | 86 022  | 92 957  | 1      |

### Derde halve finale
| Nr. | Artiest                    | Liedje               | Stemmen | Stemmen | Plaats |
| Nr. | Artiest                    | Liedje               | Ronde 1 | Ronde 2 | Plaats |
| --- | -------------------------- | -------------------- | ------- | ------- | ------ |
| 1   | Bubbles                    | Blow The Spot        | 32 852  | 35 265  | 4      |
| 2   | Emil Sigfridsson           | Innan mörket faller  | 23 106  | 26 861  | 5      |
| 3   | Gladys del Pilar           | Baby I Can't Stop    | 9 073   | N/A     | 8      |
| 4   | Sandra Dahlberg            | Här stannar jag kvar | 55 307  | 79 410  | 1      |
| 5   | Itchycoo                   | Super Mega Nova      | 11 837  | N/A     | 7      |
| 6   | Hanson, Carson & Malmkvist | C'est la vie         | 45 140  | 52 267  | 2      |
| 7   | Autolove                   | Bulletproof Heart    | 20 302  | N/A     | 6      |
| 8   | Bosson                     | Efharisto            | 45 355  | 44 334  | 3      |

### Vierde halve finale
| Nr. | Artiest                         | Liedje           | Stemmenn | Stemmenn | Plaats |
| Nr. | Artiest                         | Liedje           | Ronde 1  | Ronde 2  | Plaats |
| --- | ------------------------------- | ---------------- | -------- | -------- | ------ |
| 1   | Lena Philipsson                 | Det gör ont      | 56 414   | 77 775   | 1      |
| 2   | Anders Borgius                  | Just Like Me     | 16 923   | N/A      | 7      |
| 3   | Lotta Nilsson & Glenn Borgkvist | Boom-bang-a-bang | 17 670   | N/A      | 6      |
| 4   | After Dark                      | La Dolce Vita    | 57 364   | 59 860   | 2      |
| 5   | Pandora                         | Runaway          | 18 155   | 26 628   | 5      |
| 6   | Fre                             | Äntligen         | 15 712   | N/A      | 8      |
| 7   | Shirley Clamp                   | Min kärlek       | 40 066   | 42 580   | 4      |
| 8   | Andrés Esteche                  | Olé Olé          | 52 867   | 57 207   | 3      |

### Tweedekansronde
| Nr. | Artiest         | Liedje                     | Stemmen | Plaats |
| --- | --------------- | -------------------------- | ------- | ------ |
| 1   | Sarek           | Älvorna                    | 40 497  | 5      |
| 2   | Karl Martindahl | Love Turns Water Into Wine | 56 818  | 3      |
| 3   | Fredrik Kempe   | Finally                    | 26 438  | 8      |
| 4   | Anne-Lie Rydé   | Säg att du har ångrat dig  | 27 678  | 7      |
| 5   | Bubbles         | Blow The Spot              | 41 249  | 4      |
| 6   | Bosson          | Efharisto                  | 35 855  | 6      |
| 7   | Shirley Clamp   | Min kärlek                 | 57 343  | 2      |
| 8   | Andrés Esteche  | Olé Olé                    | 72 372  | 1      |

### Finale
| Nr. | Artiest                    | Liedje               | Producer                                                           | Stemmen | Stemmen | Stemmen | Plaats |
| Nr. | Artiest                    | Liedje               | Producer                                                           | Jury    | Publiek | Totaal  | Plaats |
| --- | -------------------------- | -------------------- | ------------------------------------------------------------------ | ------- | ------- | ------- | ------ |
| 1   | Shirley Clamp              | Min kärlek           | Ingela 'Pling' Forsman, Bobby Ljunggren, Henrik Wikström           | 86      | 88      | 174     | 2e     |
| 2   | Sandra Dahlberg            | Här stannar jag kvar | Sandra Dahlberg, Johan Becker                                      | 8       | 11      | 19      | 8ste   |
| 3   | Andrés Esteche             | Olé Olé              | Niklas Edberger, Johan Fransson, Tim Larsson, Tobias Lundgren      | 14      | -       | 14      | 9de    |
| 4   | Hanson, Carson & Malmkvist | C'est la vie         | Thomas G:son                                                       | 7       | -       | 7       | 10de   |
| 5   | E-Type                     | Paradise             | E-Type, Fredrik Ekdahl                                             | 31      | 44      | 75      | 5e     |
| 6   | Lena Philipsson            | Det gör ont          | Thomas 'Orup' Eriksson                                             | 100     | 132     | 232     | 1e     |
| 7   | Fame                       | Vindarna vänder oss  | Henrik Sethson, Pontus Assarsson, Dan Attlerud                     | 66      | -       | 66      | 6de    |
| 8   | After Dark                 | La Dolce Vita        | Larry Forsberg, Sven-Inge Sjöberg, Lennart Wastesson               | 46      | 110     | 156     | 3e     |
| 9   | Sara Löfgren               | Som stormen          | Lars "Dille" Diedricson, Carina Danielsson Bergsman, Eddie Jonsson | 30      | 22      | 52      | 7e     |
| 10  | Petra Nielsen              | Tango! Tango!        | Thomas G:son                                                       | 85      | 66      | 151     | 4e     |

### Stemming

#### Jury
| Liedje               | Luleå | Umeå) | Sundsvall | Falun | Karlstad | Örebro | Norrköping | Göteborg | Växjö | Malmö | Stockholm | Totaal |
| -------------------- | ----- | ----- | --------- | ----- | -------- | ------ | ---------- | -------- | ----- | ----- | --------- | ------ |
| Min kärlek           | 6     | 8     | 6         | 6     | 12       | 2      | 10         | 6        | 10    | 8     | 12        | 86     |
| Här stannar jag kvar | -     | 4     | -         | -     | -        | 1      | -          | -        | 1     | 2     | -         | 8      |
| Olé Olé              | -     | -     | -         | -     | 2        | 10     | 1          | -        | -     | -     | 1         | 14     |
| C'est la vie         | 2     | -     | -         | -     | 4        | -      | -          | 1        | -     | -     | -         | 7      |
| Paradise             | 1     | 1     | 10        | 1     | -        | -      | 2          | 10       | -     | 4     | 2         | 31     |
| Det gör ont          | 8     | 6     | 12        | 12    | 8        | 6      | 8          | 12       | 12    | 10    | 6         | 100    |
| Vindarna vänder oss  | 10    | 10    | 4         | 2     | 6        | 4      | 6          | 4        | 4     | 6     | 10        | 66     |
| La Dolce Vita        | -     | 2     | 1         | 4     | 1        | 8      | 12         | -        | 2     | 12    | 4         | 46     |
| Som stormen          | 4     | -     | 2         | 10    | -        | -      | -          | 8        | 6     | -     | -         | 30     |
| Tango! Tango!        | 12    | 12    | 8         | 8     | 10       | 12     | 4          | 2        | 8     | 1     | 8         | 85     |

#### Televotes
| Liedje               | Jury | aantal stemmen | Punten | Totaal |
| -------------------- | ---- | -------------- | ------ | ------ |
| Min kärlek           | 86   | 176 343        | 88     | 174    |
| Här stannar jag kvar | 8    | 82 492         | 11     | 19     |
| Olé Olé              | 14   | 79 723         | -      | 14     |
| C'est la vie         | 7    | 61 190         | -      | 7      |
| Paradise             | 31   | 159 157        | 44     | 75     |
| Det gör ont          | 100  | 298 722        | 132    | 232    |
| Vindarna vänder oss  | 66   | 76 003         | -      | 66     |
| La Dolce Vita        | 46   | 209 795        | 110    | 156    |
| Som stormen          | 30   | 85 132         | 22     | 52     |
| Tango! Tango!        | 85   | 172 873        | 66     | 151    |

## In Istanboel
Door het goede resultaat in 2003 mocht Zweden onmiddellijk aantreden in de finale.
In Turkije moest Zweden optreden als 26ste en laatste in de finale, net na Roemenië . Aan het einde van de puntentelling was gebleken dat Zweden 5de geworden met een totaal van 170 punten.
Men ontving 4 keer het maximum van de punten.
Door dit resultaat mochten ze rechtstreeks aantreden in de finale van Eurovisiesongfestival 2005.
België en  Nederland hadden respectievelijk 2 en 0 punten over voor deze inzending.

### Gekregen punten

#### Finale
| 12 punten                                               | 10 punten                                      | 8 punten                                    | 7 punten                                                                 | 6 punten     |
| ------------------------------------------------------- | ---------------------------------------------- | ------------------------------------------- | ------------------------------------------------------------------------ | ------------ |
| - Denemarken - Finland - Ierland - Noorwegen            | - Estland - Polen                              | - IJsland - Letland - Verenigd Koninkrijk   | - Roemenië                                                               | - Litouwen   |
| 5 punten                                                | 4 punten                                       | 3 punten                                    | 2 punten                                                                 | 1 punt       |
| - Andorra - Cyprus - Israël - Malta - Spanje - Portugal | - Albanië - Servië en Montenegro - Wit-Rusland | - Duitsland - Frankrijk - Rusland - Turkije | - België - Bosnië en Herzegovina - Noord-Macedonië - Slovenië - Oekraïne | - Oostenrijk |

### Punten gegeven door Zweden

#### Halve Finale
Punten gegeven in de halve finale:
| 12 punten | Servië en Montenegro  |
| 10 punten | Bosnië en Herzegovina |
| 8 punten  | Finland               |
| 7 punten  | Albanië               |
| 6 punten  | Oekraïne              |
| 5 punten  | Denemarken            |
| 4 punten  | Griekenland           |
| 3 punten  | Cyprus                |
| 2 punten  | Noord-Macedonië       |
| 1 punt    | Estland               |

#### Finale
Punten gegeven in de finale:
| 12 punten | Servië en Montenegro  |
| 10 punten | Oekraïne              |
| 8 punten  | Bosnië en Herzegovina |
| 7 punten  | Albanië               |
| 6 punten  | Cyprus                |
| 5 punten  | Turkije               |
| 4 punten  | Griekenland           |
| 3 punten  | Noorwegen             |
| 2 punten  | Verenigd Koninkrijk   |
| 1 punt    | Polen                 |